# Ivana Stolić
Ivana Stolić est une joueuse serbe de volley-ball née le 12 mai 1982 à Niš, Nišavaà. Elle mesure 1,90 m et joue centrale.

## Clubs
| Club                | Pays   | De        | À         |
| ------------------- | ------ | --------- | --------- |
| Student Nis         | Serbie | 1998-1999 | 2000-2001 |
| Postar 064 Belgrade | Serbie | 2001-2002 | 2002-2003 |
| Sremska Mitrovica   | Serbie | 2003-2004 | 2004-2005 |
| Enosi Vironas       | Grèce  | 2005-2006 | 2005-2006 |
| Hainaut Volley      | France | 2006-2007 | …         |